# Rifugio per cani
Un rifugio per cani è una struttura prevista dalla legge 281/91, riguardante cani e altri animali di affezione.
La legge demanda alle regioni il risanamento dei canili municipali e la costruzione di rifugi per cani, stabilendo che devono garantire benessere all'animale e il rispetto di norme igienico-sanitarie; i rifugi per cani sono soggetti al controllo dei servizi sanitari delle unità sanitarie locali
L'esatta distinzione tra canile e rifugio non è precisata nella legge. Le regioni hanno spesso lasciato l'istituzione tradizionale del canile per situazioni di emergenza sanitaria (canile sanitario) o di prima accoglienza, preferendo i canili rifugio per il soggiorno prolungato dell'animale.